# Rosa sempervirens
Rosa sempervirens (троянда вічнозелена) — вид квіткових рослин родини Розові (Rosaceae). Чагарник, що мешкає в Середземномор'ї. Має дещо колючі стебла, поодинокі, злегка ароматні квіти й оранжево-червоні плоди. Використовується для отримання гібридів. Етимологія: лат. semper — «завжди», лат. virēns — «зелений».

## Біоморфологічна характеристика
Це колючий кущ заввишки до 5 м. На стеблах деяка кількість шипів, злегка зігнутих. Листя розділене на непарне число (як правило, 5, іноді 7) листових фрагментів, з зубчастим краєм. Листя овальне, ланцетне, голе, блискуче зверху, від 2 до 5 см. Це відносно шкірясте листя, темно-зелене, зберігається велику частину зими. Квіти стеблові, поодинокі, злегка ароматні, від 3 до 5 см в діаметрі. Є 5 білих пелюсток, 10–30 мм; численні тичинки. Фрукти, кульові чи яйцеподібні, оранжево-червоні, коли стиглі, довжиною близько 1 см. Цвіте навесні й плодоносить восени.

## Поширення, екологія
Країни поширення: Північна Африка: Алжир [пн.]; Марокко; Туніс. Західна Азія: Кіпр; Туреччина [пн.зх.]. Європа: Албанія; Боснія і Герцеговина; Хорватія; Греція [вкл. Крит]; Італія [вкл. Сардинія, Сицилія]; Чорногорія; Словенія; Франція [вкл. Корсика]; Португалія; Гібралтар; Іспанія [вкл. Балеарські острови]. Житель середземноморського прибережжя. Росте у підліску лісів з дубів і коркових дубів, на річкових берегах, на схилах пагорбів на висотах 0–1200 м.

## Використання
Вид неодноразово використовувався для отримання гібридів.

## Галерея

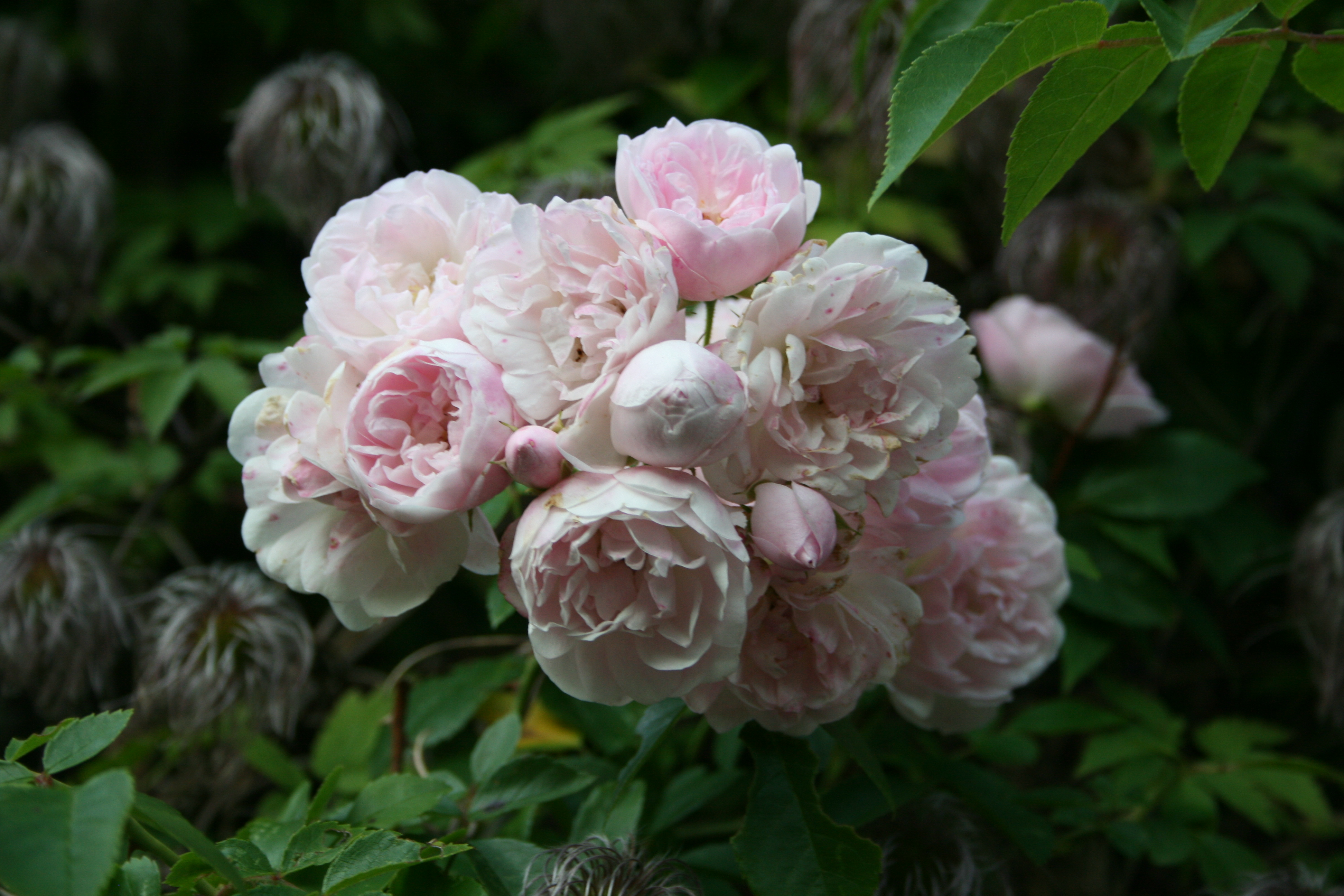
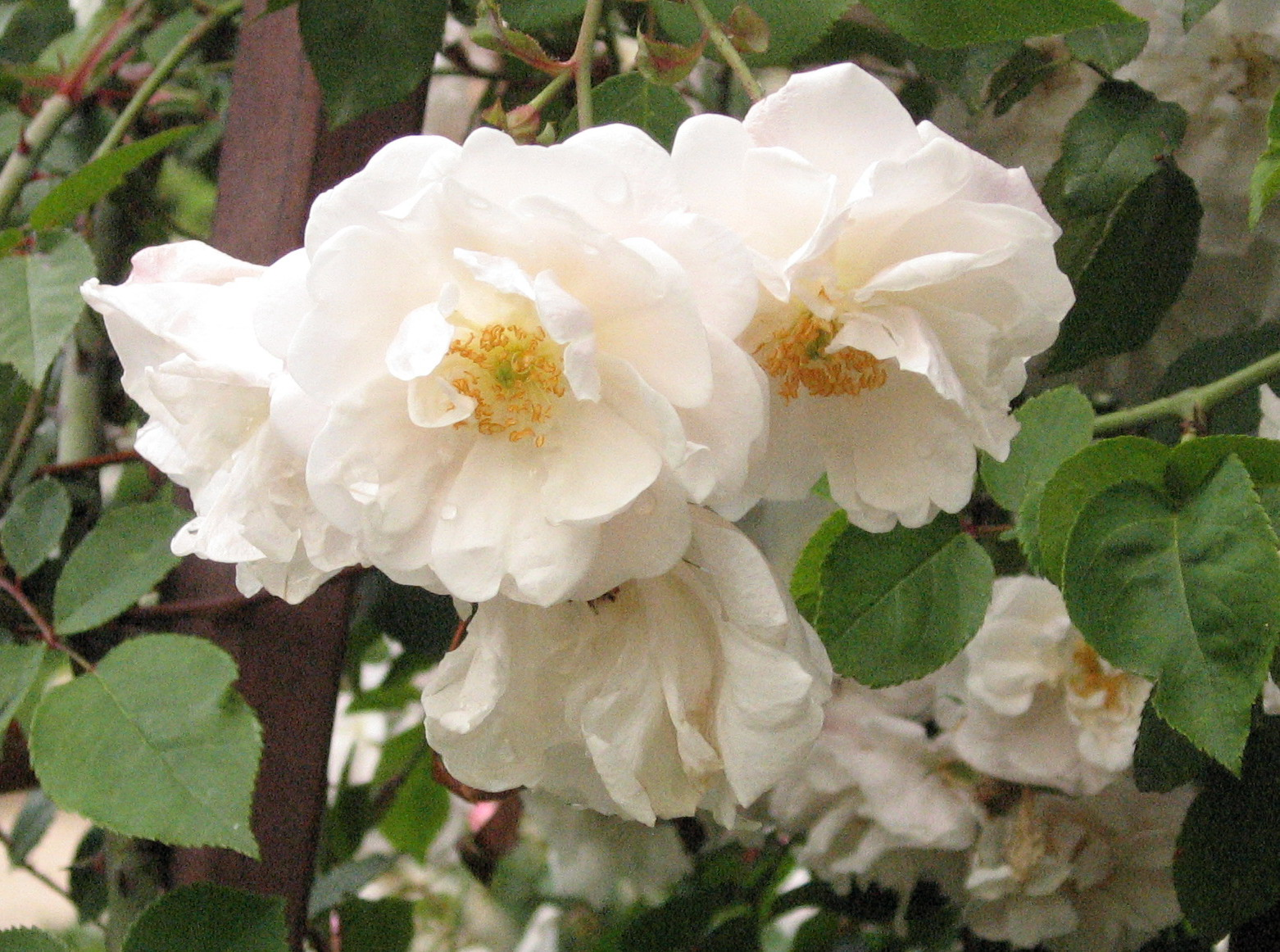
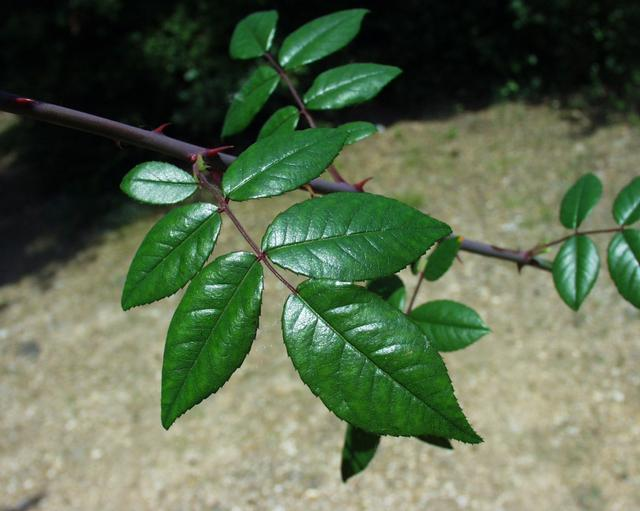
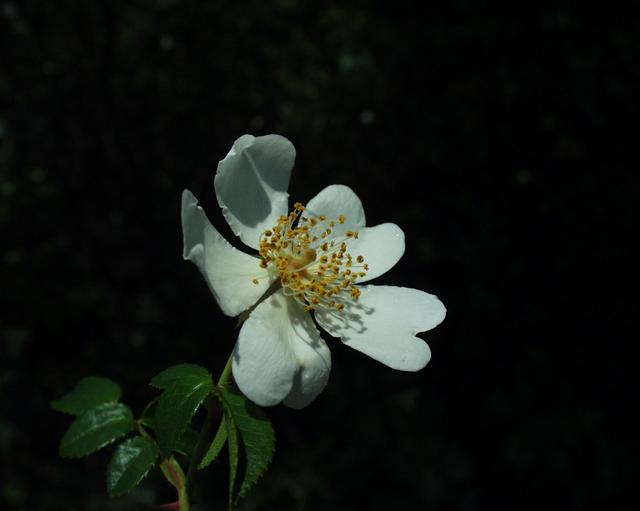
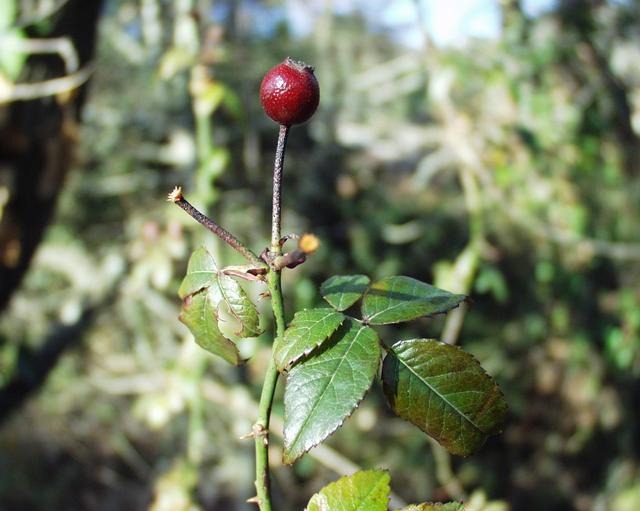